# Isomyia coei
Isomyia coei är en tvåvingeart som beskrevs av James 1964. Isomyia coei ingår i släktet Isomyia och familjen Rhiniidae.
Artens utbredningsområde är Nepal. Inga underarter finns listade i Catalogue of Life.